# Santurtzi (métro de Bilbao)
Santurtzi est une station souterraine du métro de Bilbao, située dans la municipalité homonyme. La gare correspond à la Ligne 2 du Métro.